# وداع (فیلم ۲۰۰۹)
وداع (به انگلیسی: Farewell) فیلمی محصول سال ۲۰۰۹ و به کارگردانی کریستین کاریون است. در این فیلم بازیگرانی همچون گیوم کنه، امیر کوستوریتسا، الکساندرا ماریا لارا، ویلم دفو و فرد وارد ایفای نقش کرده‌اند.